# جيوفاني سيغورا
جيوفاني سيغورا (بالإسبانية: Giovanni Segura)‏ مواليد 1 أبريل 1982 في ولاية غيريرو، المكسيك، هو ملاكم محترف مكسيكي يصنف ضمن فئة وزن الذبابة. حقق بطولة رابطة الملاكمة العالمية وبطولة منظمة الملاكمة العالمية.

## إحصائيات
خاض خلال مسيرته 37 نزالا، فاز في 32 وتعادل في 1 وخسر في 4. فاز بالضربة القاضية في 28 نزالا.

## روابط خارجية
- جيوفاني سيغورا على موقع بوكس ريك (الإنجليزية) (registration required)